# Économie du Ghana
L’économie du Ghana dispose d’une base de ressources diversifiée et riche, notamment la fabrication et l’exportation de produits de technologie numérique, la construction et l’exportation d’automobiles et de navires, ainsi que l’exportation de ressources telles que les hydrocarbures et les minéraux industriels.
Le Ghana est devenu le premier pays producteur d'or d'Afrique après avoir dépassé l'Afrique du Sud en 2019. Le pays est également le deuxième producteur de cacao (après la Côte d'Ivoire). Le Ghana est riche en diamants, en manganèse ou minerai de manganèse, en bauxite et en pétrole. La majeure partie de sa dette a été annulée en 2005, mais les dépenses publiques ont ensuite explosé. Conjuguée à la chute des prix du pétrole, cette situation a entraîné une crise économique qui a contraint le gouvernement à négocier une facilité de crédit élargie de 920 millions de dollars auprès du Fonds monétaire international (FMI) en avril 2015.

## Histoire
De 2007 à 2013, l'économie nationale a connu une très forte croissance. Les raisons de cette croissance sont multiples. D'une part, contrairement à la majorité des pays d'Afrique de l'Ouest, le Ghana n'a pas connu de période de conflit ou de tensions intercommunautaires depuis de nombreuses décennies et devient aux yeux des puissances occidentales, un lieu privilégié pour réaliser des investissements sans risque. D'autre part, la gestion de l'économie et de la politique du pays par le pouvoir est considérée comme tout à fait satisfaisante en comparaison des pays environnants, souvent meurtris par la corruption et l'instabilité politique. Enfin, l'attractivité désormais limitée des anciens pays clés de la région comme la Côte d'Ivoire ou le Nigéria (due à une nouvelle montée de violences ou de tensions intercommunautaires dans ces pays) ont convaincu la plupart des investisseurs de transférer leurs capitaux vers les deux nouvelles puissances régionales montantes que sont le Sénégal et le Ghana. Ainsi, le Ghana a été le pays enregistrant la plus forte croissance économique de toute la planète en 2011. Le PIB national a largement progressé en cette seule année (+ 17 %). Ainsi, depuis les années 2000, le Ghana détient, avec la Chine et le Cambodge, les plus hauts taux de croissance du PIB national. Ce sont parmi les seuls à dépasser la barre des 10 % de croissance annuelle autour de 2005.
Cela n'empêche pas l'économie ghanéenne de rester fragile (comme la plupart des économies nationales d'Afrique occidentale), car encore essentiellement orientée vers le secteur primaire, dans une époque mondialisée où l'heure est à l'avènement des productions industrielles standardisées et surtout des services. Les haricots et les denrées dérivées de la noix de coco représentent encore plus d'un tiers de la valeur marchande de la production nationale.
Depuis 2013, en raison d'une politique fiscale trop souple, d'une devise dévaluée, de problèmes électriques récurrents et de la baisse du pétrole, le PIB a diminué de 30 % revenant ainsi au niveau de 2010.
En septembre 2021, un deal pétrolier de 1,4 milliard d'euros met le feu aux poudres au Ghana : le parlement ghanéen autorise en effet le financement via l'emprunt d'une participation à des blocs pétroliers exploités par Aker Energy et AGM, deux sociétés norvégiennes. Jugé irréaliste pour un pays en difficulté, le montant de l'opération est critiqué par l'opposition ghanéenne qui pointe du doigt une mauvaise évaluation de la rentabilité de ces blocs.
En novembre 2022, empêtré dans une spirale inflationniste, le gouvernement du Ghana envisage de payer en lingots d'or ses achats de carburant. Une initiative qui vise à préserver les réserves de change du pays qui se situent à un niveau très bas en réduisant la dépréciation de la monnaie nationale.
Le 13 décembre 2022, le Ghana obtient du Fonds monétaire international (FMI) un prêt de 3 milliards de dollars pour lutter contre son endettement, son inflation et la dévaluation de sa monnaie.

## Industrie manufacturière
Le tissu industriel du Ghana est relativement développé. Les industries de substitution aux importations comprennent la fabrication de produits électroniques. Rlg Communications est la première entreprise africaine à assembler des ordinateurs portables, des ordinateurs de bureau et des téléphones mobiles, et la plus grande entreprise de technologies de l'information et de la communication (TIC) et de fabrication de téléphones mobiles d'Afrique de l'Ouest.
Le Ghana a lancé son industrie automobile avec la construction d'un prototype de SUV robuste, baptisé SMATI Turtle 1, destiné à être utilisé sur les terrains accidentés d'Afrique. Il a été conçu et fabriqué par l'organisation de développement industriel Artisans of Suame Magazine. Des voitures électriques urbaines sont fabriquées au Ghana depuis 2014.
En 2012, le secteur textile comptait quatre grandes entreprises : Akosombo Textiles Limited, Tex Style Ghana Limited, Printex Ghana et Ghana Textile Manufacturing Company.
La Ghana National Petroleum Corporation et la Ghana Oil Company se consacrent à l'exploration, à l'exploitation et au raffinage du pétrole brut et du gaz.

## Agriculture
Le Ghana a produit en 2018:
- 20,8 millions de tonnes de manioc (4e producteur mondial, juste derrière le Nigéria, la Thaïlande et le Congo);
- 7,8 millions de tonnes de igname (2e producteur mondial, deuxième seulement après le Nigéria);
- 4,1 millions de tonnes de Banane plantain (2e producteur mondial, juste derrière le Congo);
- 2,6 millions de tonnes de huile de palme (8e producteur mondial);
- 2,3 millions de tonnes de maïs;
- 1,4 million de tonnes de taro (4e producteur mondial, juste derrière le Nigéria, la Chine et le Cameroun);
- 947 000 tonnes de cacao (2e producteur mondial, juste derrière la Côte d'Ivoire);
- 769 000 tonnes de riz;
- 753 mille tonnes  orange (19e producteur mondial);
- 713 000 tonnes de ananas (11e producteur mondial);
- 521 000 tonnes de arachide;

En plus de petites productions d'autres produits agricoles, comme patate douce (151 000 tonnes), caoutchouc naturel (23 000 tonnes) et tabac (2,3 milliers de tonnes).

## Énergie

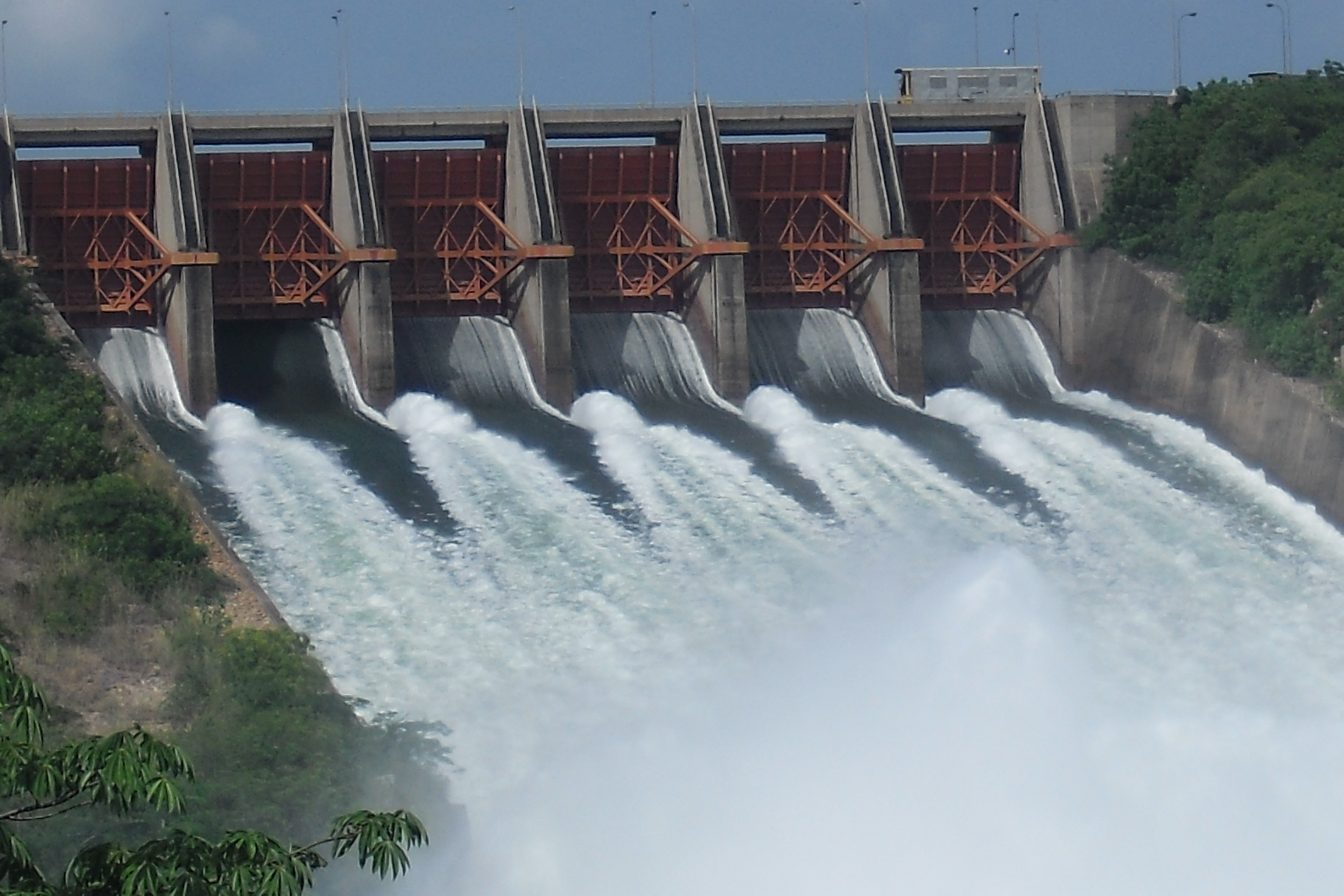
Barrage d'Akosombo

Une centrale solaire privée, la Nzema Solar Power Station (en) d'une puissance de 150 Mw, doit entrer en service début 2019,.
Environ 10 % de la population ghanéenne dépend de la pêche. Le secteur est cependant menacé : le nombre de poissons pêchés au large du pays a diminué de près de moitié en quinze ans, passant de 420 000 tonnes en 1999 à 202 000 tonnes en 2014. En cause, les pratiques des bateaux-usines étrangers, qui dévastent les fonds marins, et certaines techniques de pèche artisanale, telles qu’illuminer les eaux pendant la nuit pour attirer les poissons et les empoisonner avec des produits chimiques, ou les tuer avec de la dynamite. La réduction continuelle des stocks de poisson menace la sécurité alimentaire du pays et réduit le nombre d'emplois.
La découverte de ressources pétrolières offshore significatives, dans la région ouest (Cape three point) a été annoncé en 2007 par Tullow Oil et Kosmos Energy. La production a commencé le 17 décembre 2010, et le pays produit 110 kbbl/j en 2015, ce qui fait du Ghana un pays exportateur de pétrole,,. La compagnie pétrolière nationale est la Ghana National Petroleum Corporation.
En mai 2021, le géant américain ExxonMobil annonce son retrait de ses activités d'exploitation en eaux très profondes au Ghana, ce qui créé une surprise et une inquiétude pour le gouvernement ghanéen. Au-delà de la perte de recettes fiscales pour le Ghana, ce retrait amorce une période de transition énergétique où les principaux groupes pétroliers du monde réduisent considérablement leurs investissements.

## Tourisme
Le ministère du Tourisme a accordé une grande importance au soutien et au développement du tourisme. En 2009, le tourisme a contribué à 4,9 % du PIB, attirant environ 500 000 visiteurs. Parmi les destinations touristiques du Ghana figurent les nombreux châteaux et forts, les parcs nationaux, les plages, les réserves naturelles, les paysages et les bâtiments et sites classés au patrimoine mondial,.
En 2011, le magazine Forbes a classé le Ghana au onzième rang des pays les plus accueillants au monde. Cette affirmation se fonde sur une enquête menée en 2010 auprès d'un échantillon représentatif de voyageurs. De tous les pays du continent africain inclus dans l'enquête, le Ghana s'est classé au premier rang.